# Diana Silva
Diana Micaela Abreu de Sousa e Silva (* 4. Juni 1995 in Amadora) ist eine portugiesische Fußballspielerin. Sie stand von 2021 bis 2025 bei Sporting Lissabon unter Vertrag und spielte 2014 erstmals für die portugiesische Nationalmannschaft.

## Karriere

### Vereine
Diana Silva begann im Alter von sechs Jahren mit dem Fußballspielen. Ab dem Alter von 13 Jahren spielte sie für die Jungenmannschaft von Atlético Ouriense. Anschließend spielte sie direkt für die Frauenmannschaft des Vereins, da es keine Mädchenmannschaft gab. Später spielte sie dann für den Clube de Albergaria. 2016 wechselte Silva zur neu gegründeten Frauenmannschaft von Sporting Lissabon. Sie gehörte zu den ersten Spielerinnen für Sporting Lissabon, deren Namen bekanntgegeben wurden. Zuvor verfügte der Verein 21 Jahre lang über keine Frauenmannschaft. In ihrem ersten Jahr bei Sporting Lissabon gewann der Verein direkt die Campeonato Nacional de Futebol Feminino. Im Sommer 2020 wechselte sie zu Aston Villa. Allerdings kehrte sie bereits nach einem Jahr wieder zurück zu Sporting.
Zur Saison 2025/26 wechselt sie zum Lokalrivalen Benfica, wo sie im Juli 2025 einen Dreijahresvertrag erhielt.

### Nationalmannschaft
Silva spielte zunächst für die U19-Mannschaft, wobei sie auch an der Europameisterschaft teilnahm. Beim Spiel gegen Russland am 7. März 2014 kam sie erstmals für die A-Nationalmannschaft zum Einsatz. Sie war Teil des Kaders für die Fußball-Europameisterschaft der Frauen 2017. Beim Turnier kam sie schließlich in allen drei Gruppenspielen zum Einsatz, wobei sie insbesondere für ihre Leistung im Spiel gegen Schottland gelobt wurde. Für die Nationalmannschaft spielte sie auch im Turnier um den Algarve-Cup 2016, 2018, 2019 und 2020. Bei der Europameisterschaft 2022 kam sie ebenfalls in allen drei Gruppenspielen zum Einsatz. Bei der Fußball-Weltmeisterschaft der Frauen 2023 war sie bei zwei Spielen der Gruppenphase im Einsatz.
Am 24. Juni 2025 wurde sie für die EM-Endrunde 2025 nominiert. Sie bestritt alle Gruppenspiele ihrer Mannschaft, wurde aber jeweils in der Schlussphase ausgewechselt und schied nach den Gruppenspielen mit ihrer Mannschaft aus.

## Erfolge
- Portugiesische Meisterschaft: 2017 und 2018
- Portugiesischer Pokal: 2017, 2018 und 2022
- Portugiesischer Superpokal: 2017 und 2024